# Clara Esquerdo
Clara Esquerdo Fossas (Barcelona, 8 de mayo de 2000) es una ex gimnasta rítmica española que fue componente de la selección nacional de gimnasia rítmica de España en modalidad de conjuntos.

## Biografía deportiva

### Inicios
Clara se inició en la gimnasia rítmica a los 9 años en el Club Muntanyenc Sant Cugat (actual Club Sant Cugat Esportiu) bajo las órdenes de la exgimnasta española Esther Escolar. En 2011 participó como alevín en su primer Campeonato de España por Equipos, en Valladolid. Para 2012, ya en categoría infantil, fue becada por la Federación Catalana de Gimnasia para formar parte de la selección catalana en el CAR de Sant Cugat, pasando a entrenar a las órdenes de Iratxe Aurrekoetxea y Toni Zankova. Ese año participó con manos libres y pelota en el Campeonato de España por Equipos, celebrado nuevamente en Valladolid. En 2013 participó en el Campeonato de España Individual disputado en Valladolid, y ya en 2014 entró en seguimiento por la Real Federación Española de Gimnasia. En el Campeonato de España Individual de 2014, celebrado en Granada, logró la medalla de bronce en categoría júnior honor tras Paula Gómez (oro) y Alba Sárrias (plata).

### Etapa en la selección nacional

#### 2014: etapa como individual júnior
Clara fue seleccionada junto a Alba Sárrias, Alicia Fernández y Paula Gómez para representar a España con aro y mazas en el Campeonato de Europa en categoría júnior individual que se celebró en Bakú (Azerbaiyán) en junio de 2014. En el mismo finalizaron en la 22ª posición por equipos.

#### 2014 - 2016: etapa en el conjunto júnior
En septiembre de 2014 fue becada por la Real Federación Española de Gimnasia para formar parte del conjunto júnior nacional, pasando a entrenar a las órdenes de Ana María Pelaz en el CAR de Madrid. Durante la temporada acudieron a varias exhibiciones. En el Torneo Maite Nadal Guadalajara realizaron un ejercicio de manos libres, mientras que el 6 de diciembre en Arganda estrenaron el ejercicio de 5 pelotas con el que competirían al año siguiente. También se exhibieron en el Campeonato de España de Conjuntos de Zaragoza y en el homenaje a Sara Bayón en Palencia. 
En febrero de 2015 el conjunto júnior debutó en competición en el Torneo Internacional Miss Valentine celebrado en Tartu (Estonia), donde consiguieron la 4ª posición en la clasificación general y la 7ª en la final por aparatos (5 pelotas). En marzo realizaron exhibiciones tanto en el Torneo Internacional Ciudad de Barcelona como en el Campeonato de España de Gimnasia Rítmica para Personas con Discapacidad Intelectual en Vera. A finales de marzo compitieron en el Torneo Internacional de Lisboa (Portugal), donde consiguieron nuevamente la 4ª plaza en la clasificación general, además de colgarse la medalla de bronce en la final por aparatos. En abril realizaron una exhibición en la Copa de la Reina en Guadalajara. A comienzos de mayo disputaron el Campeonato Europeo de Minsk, donde finalizaron en 9.ª posición de la clasificación general. A finales de octubre realizaron una exhibición en el Torneo de Barajas. El conjunto júnior estuvo formado este año por Clara, Victoria Cuadrillero, Ana Gayán, Alba Polo, Lía Rovira y Alba Sárrias.
El 23 de julio de 2016, Esquerdo realizó dos exhibiciones junto al conjunto español júnior en la Gala 20.º Aniversario de la Medalla de Oro en Atlanta '96, celebrada en Badajoz. Posteriormente, en septiembre el conjunto realizó exhibiciones durante la Semana Europea del Deporte celebrada en la Plaza de Colón de Madrid y en el acto Glamour Sport Summit en Madrid, y en octubre, en las jornadas de puertas abiertas del CAR de Madrid y en el Torneo Internacional Ciudad de Tarragona.

#### 2017 - 2020: etapa en el conjunto sénior
En 2017 pasó a ser gimnasta titular del conjunto español sénior a las órdenes de Anna Baranova y Sara Bayón. Este año sería por lo general titular en los dos ejercicios. El 25 de marzo tuvo lugar su debut como titular del conjunto en el Grand Prix de Thiais. En esta competición el equipo fue 8º en la general y 4º en la final de 3 pelotas y 2 cuerdas. En el mes de abril disputaron la prueba de la Copa del Mundo de Pésaro (18º puesto en la general), la prueba de la Copa del Mundo de Taskent (9º puesto en la general y 6º puesto en la final de pelotas y cuerdas), y la prueba de la Copa del Mundo de Bakú (7ª posición en la general, 7ª en la final de 5 aros y 5ª en la final de cuerdas y pelotas). El 14 de mayo Cuadrillero logró su primera medalla oficial internacional, al obtener el bronce en la final de 5 aros en la Copa del Mundo de Portimão. En la general el equipo fue 4º, misma posición que logró en la final de 3 pelotas y 2 cuerdas. El conjunto en esa competición, estaba integrado por Clara, Mónica Alonso, Victoria Cuadrillero, Ana Gayán, Lía Rovira y Sara Salarrullana. Desde la Copa del Mundo de Guadalajara el equipo español estuvo formado por Clara, Mónica Alonso, Victoria Cuadrillero, Ana Gayán, Alba Polo y Lía Rovira. En la clasificación general finalizaron en 6.ª posición y en la final del ejercicio mixto de cuerdas y pelotas terminaron en la 8ª. Del 11 al 13 de agosto participaron en la última Copa del Mundo antes del Mundial, celebrada en Kazán (Rusia). Allí, el equipo consiguió la 5ª posición en la clasificación general y la 8ª posición en la final de 5 aros y del ejercicio mixto. El 2 de septiembre las componentes del conjunto disputaron el Mundial de Pésaro, su primer Campeonato del Mundo. En el ejercicio mixto obtuvieron una nota de 16,150, y en el de 5 aros de 14,500 tras dos caídas de aparato, lo que hizo que se colocaran en el 15º puesto en la general y que no pudieran clasificarse para ninguna final por aparatos.
En marzo de 2018 el conjunto inició la temporada en el Trofeo Ciudad de Desio, disputando un encuentro bilateral con Italia en el que obtuvo la plata. Una lesión de Clara en el pie a mediados de marzo provocó que el conjunto no pudiera participar en el Grand Prix de Thiais y que Esquerdo no pudiera competir en la Copa del Mundo de Sofía. En abril regresó a la competición en la Copa del Mundo de Pésaro, donde el equipo logró la 6º posición en la general, la 8ª en aros y la 7ª en el mixto, mientras que en mayo, en la Copa del Mundo de Guadalajara ocuparon la 10.ª plaza en la general y la 6ª en la final de 3 pelotas y 2 cuerdas. A inicios de junio participó en el Campeonato Europeo de Guadalajara, el primer Europeo celebrado en España desde 2002. En el mismo ocuparon la 5ª plaza en la general y la 6ª tanto en la final de aros como en la del mixto. A finales de agosto compitió en la prueba de la Copa del Mundo de Minsk, donde obtuvo la 6.ª posición en la general, la 7ª en aros y la 6ª en el mixto. Una semana después, en la prueba de la Copa del Mundo de Kazán, lograron la 10.ª plaza en la general y la 7ª en aros. A mediados de septiembre el conjunto disputó el Mundial de Sofía. En el ejercicio de 5 aros obtuvieron una nota de 14,450 tras varias caídas de aparato, mientras que en el mixto lograron una puntuación de 19,150, lo que hizo que se colocaran en el 20º puesto en la general. En la final del mixto ocuparon la 8º plaza con 19,800. El equipo estuvo formado en este campeonato por Esquerdo, Mónica Alonso, Victoria Cuadrillero, Ana Gayán, Alba Polo y Sara Salarrullana.
A inicios de marzo de 2019, el conjunto comenzó la temporada en el Torneo Internacional Diputación de Málaga (Marbella), logrando el bronce. Tras una exhibición en Corbeil-Essonnes, participaron en el Grand Prix de Thiais, obteniendo la 10.ª plaza en la general y la 6ª en 3 aros y 4 mazas. En abril lograron la 10.ª y la 12.ª plaza en la general de las pruebas de la Copa del Mundo de Pésaro y Bakú respectivamente. En mayo, en la Copa del Mundo de Guadalajara, consiguieron la 4ª plaza en la general, la 7ª en 5 pelotas y la 4ª en el mixto. Tras varias competiciones preparatorias, en septiembre disputaron el Mundial de Bakú, pudiendo obtener solo el puesto 17º en la general y no logrando la plaza olímpica. El equipo estuvo formado en este campeonato por Esquerdo, Victoria Cuadrillero, Ana Gayán, Alba Polo, Emma Reyes y Sara Salarrullana.

### Retirada de la gimnasia
El 1 de junio de 2020, la Real Federación Española de Gimnasia anunció a través de su página web la decisión por parte de la gimnasta de retirarse. Esquerdo se despidió del equipo y de la afición a través de sus redes sociales el 9 de junio.

## Música de los ejercicios
| Año                    | Aparatos                                                                                            | Música |
| ---------------------- | --------------------------------------------------------------------------------------------------- | --- |
| 2016 (Conjunto júnior) | Ejercicio de exhibición (6 aros) en Gala 20.º Aniversario de la Medalla de Oro en Atlanta '96       | Medley de varias canciones pertenecientes a musicales norteamericanos, principalmente «America», compuesta por Leonard Bernstein e incluida en West Side Story, o «I Got Rhythm» y «Embraceable You», temas creados por George Gershwin y que aparecieron en la banda sonora de Un americano en París. |
| 2016 (Conjunto júnior) | Ejercicio de exhibición (Manos libres) en Gala 20.º Aniversario de la Medalla de Oro en Atlanta '96 | «Canción del toreador» de la ópera Carmen de Georges Bizet. |
| 2017                   | 5 aros                                                                                              | «Torn (Redux)» de Nathan Lanier, perteneciente a la banda sonora de High Strung. |
| 2017                   | 3 pelotas y 2 cuerdas                                                                               | Medley de los temas «Agua que va a caer» y «Oriza» de Ismael Rivera y Rafael Cortijo, «Aquí el que baila gana» de Fania All-Stars y «Para gozar» de Samba Squad. |
| 2018                   | 5 aros                                                                                              | «Final y "A ciegas"», interpretada por Miguel Poveda y compuesta por Alberto Iglesias para la banda sonora de Los abrazos rotos. |
| 2018                   | 3 pelotas y 2 cuerdas                                                                               | «Kairos» de Derek Hough y Lindsey Stirling. |
| 2019                   | 5 pelotas                                                                                           | Versión de la Sinfonía n.º 5 en do menor, Op. 67 de Ludwig van Beethoven, incluida en el espectáculo Nacidos para bailar de Los Vivancos. |
| 2019                   | 3 aros y 4 mazas                                                                                    | «The Flamenco of the Haunted Guitar» de Agamemnon. |

## Palmarés deportivo

### Selección española
| 2014 - Campeonato de Europa de Bakú 22º puesto por equipos 2015 - Torneo Internacional Miss Valentine de Tartu 4º puesto en concurso general 7º puesto en 5 pelotas - Torneo Internacional de Lisboa 4º puesto en concurso general Bronce en 5 pelotas - Campeonato de Europa de Minsk 9º puesto en concurso general (calificación) 2017 - Grand Prix de Thiais 8º puesto en concurso general 4º puesto en 3 pelotas y 2 cuerdas - Prueba de la Copa del Mundo en Pésaro 18º puesto en concurso general - Prueba de la Copa del Mundo en Taskent 9º puesto en concurso general 6º puesto en 3 pelotas y 2 cuerdas - Prueba de la Copa del Mundo en Bakú 7º puesto en concurso general 7º puesto en 5 aros 5º puesto en 3 pelotas y 2 cuerdas - Prueba de la Copa del Mundo en Portimão 4º puesto en concurso general Bronce en 5 aros 4º puesto en 3 pelotas y 2 cuerdas - Prueba de la Copa del Mundo en Guadalajara 6º puesto en concurso general 8º puesto en 3 pelotas y 2 cuerdas - Prueba de la Copa del Mundo en Kazán 5º puesto en concurso general 8º puesto en 5 aros 8º puesto en 3 pelotas y 2 cuerdas - Campeonato del Mundo de Pésaro 15º puesto en concurso general 2018 - Trofeo Ciudad de Desio / Encuentro bilateral Italia - España Plata en concurso general - Prueba de la Copa del Mundo en Pésaro 6º puesto en concurso general 8º puesto en 5 aros 7º puesto en 3 pelotas y 2 cuerdas - Prueba de la Copa del Mundo en Guadalajara 10º puesto en concurso general 6º puesto en 3 pelotas y 2 cuerdas - Campeonato de Europa de Guadalajara 5º puesto en concurso general 6º puesto en 5 aros 6º puesto en 3 pelotas y 2 cuerdas - Prueba de la Copa del Mundo en Minsk 6º puesto en concurso general 7º puesto en 5 aros 6º puesto en 3 pelotas y 2 cuerdas - Prueba de la Copa del Mundo en Kazán 10º puesto en concurso general 7º puesto en 5 aros - Campeonato del Mundo de Sofía 20º puesto en concurso general 8º puesto en 3 pelotas y 2 cuerdas | 2019 - Torneo Internacional Diputación de Málaga Bronce en concurso general - Grand Prix de Thiais 10º puesto en concurso general 6º puesto en 3 aros y 4 mazas - Prueba de la Copa del Mundo en Pésaro 10º puesto en concurso general - Prueba de la Copa del Mundo en Bakú 12º puesto en concurso general - Prueba de la Copa del Mundo en Guadalajara 4º puesto en concurso general 7º puesto en 5 pelotas 4º puesto en 3 aros y 4 mazas - Prueba de la Copa del Mundo en Minsk 13.er puesto en concurso general - Prueba de la Copa del Mundo en Cluj-Napoca 5º puesto en concurso general 5º puesto en 5 pelotas 5º puesto en 3 aros y 4 mazas - Prueba de la Copa del Mundo en Kazán 10º puesto en concurso general - Prueba de la Copa del Mundo en Portimão 4º puesto en concurso general 4º puesto en 5 pelotas 6º puesto en 3 aros y 4 mazas - Campeonato del Mundo de Bakú 17º puesto en concurso general |

## Filmografía

### Publicidad
- Anuncio de televisión para Joma, entonces patrocinador del COE (2015).[9]
- Anuncio de televisión para Divina Pastora Seguros, entonces patrocinador de la RFEG, de la campaña «Corre. Vuela. No te detengas» (2015).
- Anuncio de televisión para Divina Pastora Seguros, patrocinador de la RFEG, de la campaña «La igualdad no se vende, la igualdad se practica» (2020).[10]